# Robert C. Schenck

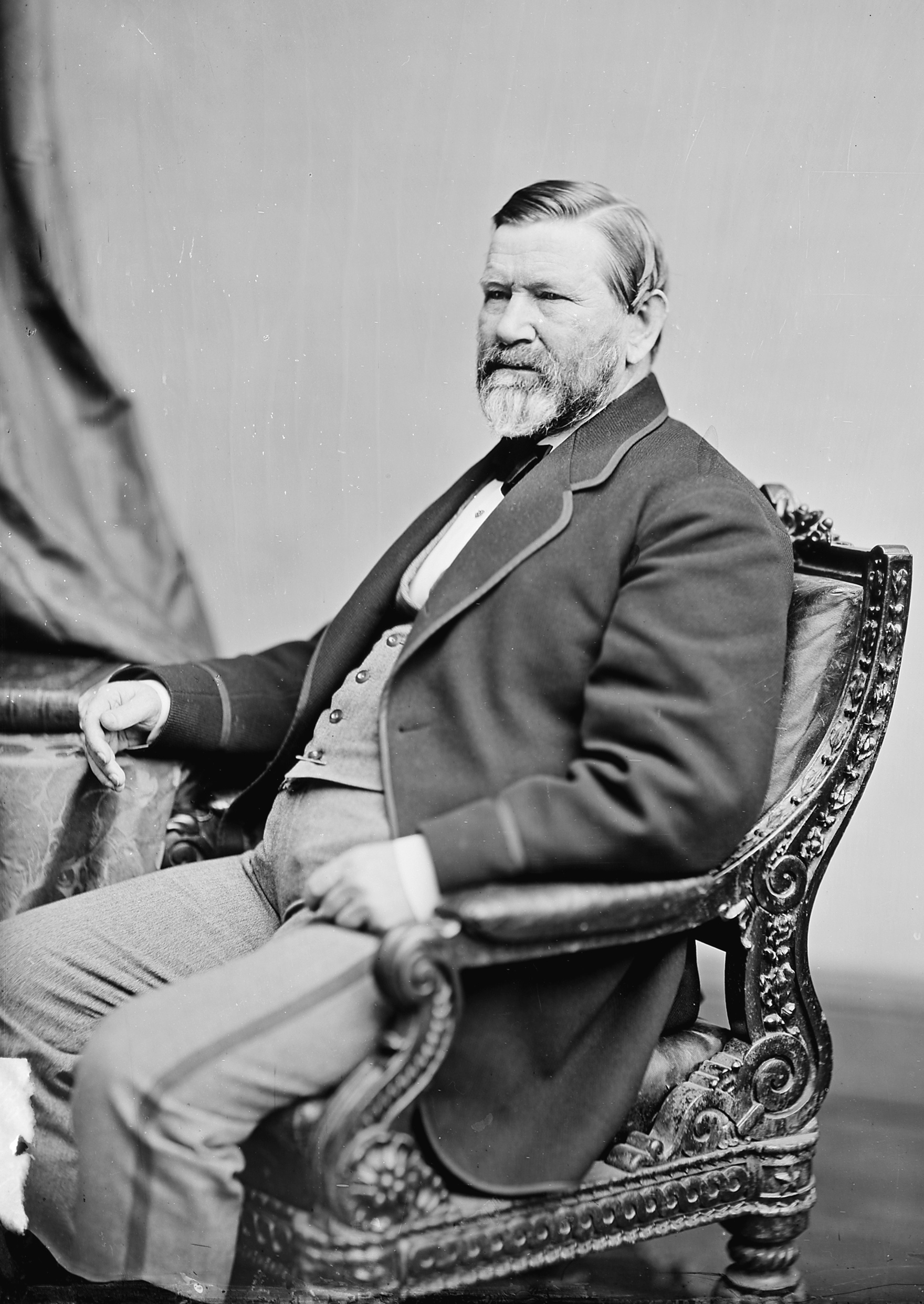
Robert Cumming Schenck

Robert Cumming Schenck (4 de outubro de 1809 em Franklin, Ohio - 23 de março de 1890 em Washington, D.C.) foi um general do Exército da União na Guerra Civil Americana e representante diplomático americano no Brasil e no Reino Unido. Ele esteve em ambas as batalhas de Bull Run e participou da Campanha do Vale de Jackson de 1862 e da Batalha de Cross Keys. Ele serviu dois mandatos separados de vários mandatos na Câmara dos Representantes dos EUA.
Seu irmão mais velho, James Findlay Schenck, foi contra-almirante da Marinha dos Estados Unidos. De 1871 a 1876, Schenck serviu como Ministro dos EUA para a Grã-Bretanha sob Ulysses S. Grant.

## Na América Latina
em março de 1851, foi nomeado pelo presidente Millard Fillmore, ministro no Brasil e também credenciado no Uruguai, Confederação Argentina e Paraguai. Ele foi orientado pelo governo para visitar Buenos Aires, Montevidéu e Assunção, e fazer tratados com as repúblicas ao redor do Rio da Prata e seus afluentes. Vários tratados foram concluídos com esses governos pelos quais os Estados Unidos obtiveram vantagens nunca concedidas a nenhuma nação européia. A vitória democrata em 1852 fez com que o tratado de comércio com o Uruguai não fosse ratificado pelo Senado dos Estados Unidos.